# فریدرایشسروهه
فریدرایشسروهه (به آلمانی: Friedrichsruhe) یک شهر در آلمان است که در لودویگسلوست-پارشیم واقع شده‌است. فریدرایشسروهه ۹۷۱ نفر جمعیت دارد.